# Viquipèdia en serbi
La Viquipèdia en serbi és la versió en serbi de l'enciclopèdia en línia gratuïta Viquipèdia. Creat el 16 de febrer de 2003, va assolir el seu article número 100.000 el 20 de novembre de 2009 abans d'arribar a una altra fita amb l'article número 200.000 el 6 de juliol de 2013, i després una altra fita amb l'article número 500.000 el 13 de gener de 2018.
Actualment té 368,795 usuaris registrats ( 1,016 actius) i més de 689,000 articles, la qual cosa la converteix en la Viquipèdia més gran escrita en una llengua eslau del sud i la 22a Viquipèdia més gran en general.

## Variants[calcitació]
El serbi utilitza dos alfabets, el ciríl·lic i el llatí. També té dos accents oficials: l'Ekavian i el Ijekavian. La combinació de les escriptures i els accents donen quatre variants escrites (ciríl·lic ijekavià, ciríl·lic ijekavià, llatí ekavià i llatí ijekavià).

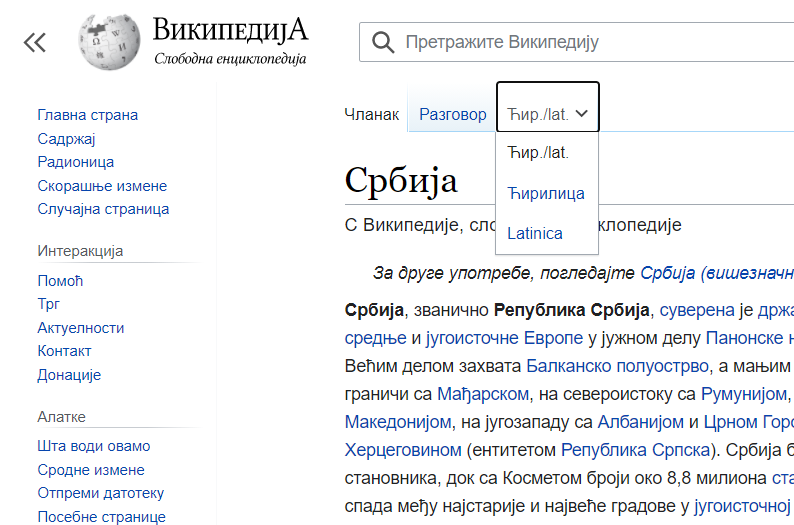
La interfície de transliteració ciríl·lic-llatí.

Quan es va fundar la Viquipèdia en serbi, utilitzava només l'alfabet ciríl·lic i els dos dialectes estàndard. No obstant això, com que ambdós alfabets són àmpliament utilitzats pels parlants nadius serbis, es va començar un esforç per permetre l'ús paral·lel de l'alfabet ciríl·lic i llatí. El primer intent va ser utilitzar un bot per a la transliteració dinàmica de cada article. Uns 1.000 articles es van transliterar abans que l'acció s'aturés per dificultats tècniques. Aquest concepte va ser abandonat posteriorment a favor d'un model utilitzat per la Viquipèdia xinesa. Després d'uns mesos, el programari es va completar i ara cada visitant té l'opció de triar entre dos alfabets mitjançant les pestanyes a la part superior de cada article.

## Galeria

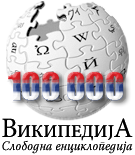
El logotip commemoratiu 100K de la Viquipèdia sèrbia. (11 d'octubre de 2009)
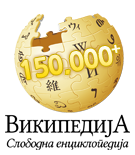
El logotip commemoratiu de 150K de la Viquipèdia sèrbia. (20 de novembre de 2011)
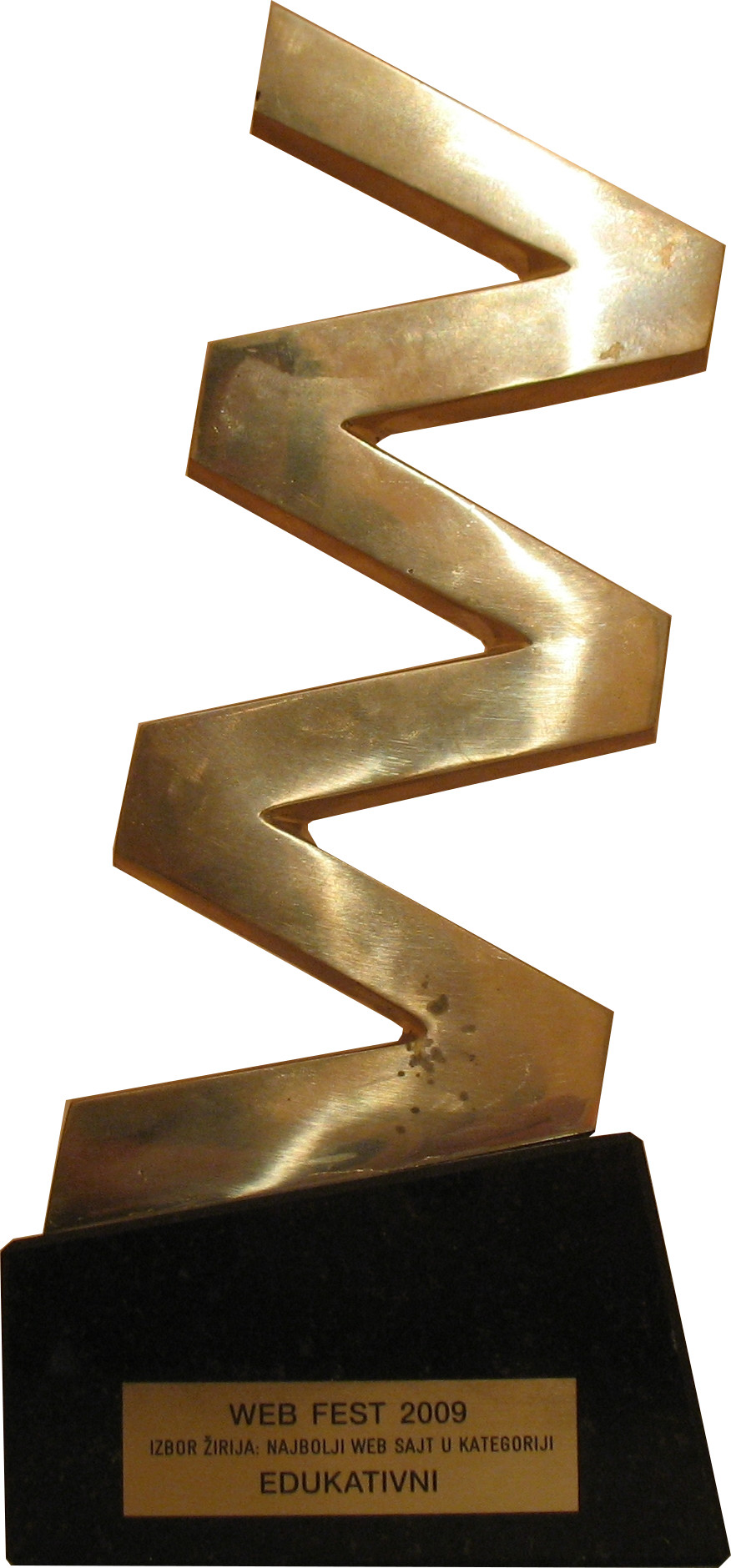
Premi Web Fest 2009 a la categoria "millor lloc educatiu de Sèrbia" per a sr.wikipedia.org